# Peter Baumgartner (Militärhistoriker)
Peter Baumgartner (* 1944) ist ein Schweizer Militärhistoriker, Milizoffizier (Oberst im Generalstab) und Chemiker.

## Leben
Peter Baumgartner ist promovierter Chemiker und war Direktor bei der Ems-Chemie. Von 1993 bis zu seiner Pensionierung im Jahr 2008 war er Chef des Amtes für Umweltschutz (AfU) des Kantons Graubünden. In der Schweizer Armee war er Milizoffizier, zuletzt im Rang eines Obersts im Generalstab.
Seit dem Jahr 2000 organisiert er als Reiseleiter der Schweizerischen Gesellschaft für militärhistorische Studienreisen (GMS) vorwiegend im Kanton Graubünden militärhistorische Studienreisen und betätigt sich als Autor für militärhistorische Schriften. Als letzter Stabschef der Grenzbrigade 12 von 1987 bis 1989 befasst er sich insbesondere mit dem Erhalt und der Dokumentation exemplarischer Sperrstellungen im ehemaligen Einsatzraum dieser Brigade.
Bis 2015 engagierte er sich im Rahmen der Militärhistorischen Stiftung Graubünden, und er ist weiterhin beim Festungsverein Crestawald und dem Trägerverein des Militärmuseums St. Luzisteig aktiv. In seiner Freizeit ist er aktiver Skifahrer und  Berggänger.

## Schriften (Auswahl)
- mit Hans Stäbler: Befestigtes Graubünden. Wölfe im Schafspelz. Militärhistorische Stiftung Graubünden, Chur 2006. Neuauflage Verlag Desertina, Chur 2016, ISBN 978-3-85637-485-3.[3]
- mit anderen: BOG. 175 Jahre Bündner Offiziersgesellschaft. Verlag Desertina, Chur 2009, ISBN 978-3-85637-383-2.
- mit anderen: Grenzen. Schweizerische Gesellschaft für Militärhistorische Studienreisen, Wettingen 2013. (Geschichte der Schweiz: Fenster in die Vergangenheit; 3). (Schriftenreihe der Gesellschaft für Militärhistorische Studienreisen (GMS); 34).
- mit anderen: Der Gebirgskrieg und die Gebirgstruppen. Schweizerische Gesellschaft für Militärhistorische Studienreisen, Wettingen  2016. (Geschichte der Schweiz: Fenster in die Vergangenheit; 7). (Schriftenreihe der Gesellschaft für Militärhistorische Studienreisen (GMS); 38).